# Ромуальд II (герцог Беневенто)
Ромуальд II (лат. Romuald II, итал. Romoaldo II; умер в 732) — герцог Беневенто (706—732) из рода Гаузы, сын Гизульфа I и Виниперги.

## Биография
В течение всего своего правления Ромуальд II вёл борьбу против герцогств Сполето и Неаполь. Борьба с последним ввергла его в конфликт с римским папой. В 716 году Ромуальд взял крепость Кумы, принадлежавшую герцогу Неаполя Иоанну I, и проигнорировал требование папы Григория II вернуть её в обмен на компенсацию. В 717 году папа спонсировал военную экспедицию Иоанна Неаполитанского против Ромуальда, в результате которой беневентцы потерпели поражение в сражении и были вытеснены из Кум.
Ромуальд состоял в браке дважды. Сначала он был женат на Гумперге — дочери сестры короля Лиутпранда Ауроны. Затем Ромуальд женился на Ранигунде, дочери Гаидуальда, герцога Брешии. От первого брака он имел сына Гизульфа, который к моменту смерти отца был ещё подростком. Воспользовавшись этим, Аделаис после смерти Ромуальда II в 732 году узурпировал власть, отстранив от неё Гизульфа, но сохранив ему жизнь.